# タイトルTK
『タイトルTK』(Title TK)は、アメリカのロックバンド、ブリーダーズの3rdアルバム。2002年5月21日に4ADよりリリース。

## 背景
前作『ラスト・スプラッシュ』リリース後の1994年、メンバーだったケリー・ディールが麻薬所持で逮捕され、ブリーダーズは活動休止期間に入る。キム・ディールは新しくアンプスを結成し、1995年にアルバム『ペイサー』をリリースする。アンプスは1996年に解散し、キムは1997年にスタジオ入りし、多くのミュージシャンやエンジニアと共にブリーダーズとしての新作に取り掛かる。しかしながら、キムのミュージシャンらに対する過度な要求やドラッグ使用の問題により、アルバム制作過程は一度頓挫する。
1999年にケリーがブリーダーズに復帰し、2人はスティーヴ・アルビニの下でシカゴのエレクトリカル・オーディオにてセッションを開始する。その後フィアーのメンバーであるマンド・ロペスとリチャード・プレスリー、ロサンゼルスで活動していたドラマーのホセ・メデレスが新しく加入し、2001年までセッションを行った。

## 収録曲
特筆ない限り全曲キム・ディール作詞作曲。
1. "Little Fury" (Jose Medeles, Kelley Deal, Mando Lopez, Richard Presley, Kim Deal) - 3:30
2. "London Song" - 3:39
3. "Off You" - 4:56
4. "The She" - 4:01
5. "Too Alive" - 2:46
6. "Son of Three" - 2:09
7. "Put on a Side" - 2:59
8. "Full on Idle" - 2:37
9. "Sinister Foxx" (Jose Medeles, Kelley Deal, Mando Lopez, Richard Presley, Kim Deal) - 4:16
10. "Forced to Drive" - 3:04
11. "Divine Hammer " - 2:41
12. "T and T" - 1:57
13. "Huffer" - 2:09

### 日本盤ボーナス・トラック
1. "Forced to Drive" (Loho Version) - 3:15
2. "Climbing the Sun" - 3:58

## 参加ミュージシャン
- キム・ディール - リードボーカル、ギター、ベースギター、ドラムス、オルガン
- ケリー・ディール - ギター、ベースギター、コーラス
- リチャード・プレスリー - ギター
- マンド・ロペス - ベースギター、ギター
- ホセ・メデレス - ドラムス

### その他ミュージシャン
- ジョン・マッケンタイア - ドラムロール (#4)